# Icelandic New Energy
Pour les articles homonymes, voir Icelandic.
Icelandic New energy (en islandais Íslensk NýOrka : approximativement Nouvelle énergie islandaise) est une entreprise dont le but est de promouvoir l'utilisation de l'hydrogène comme carburant en Islande. Elle a été fondée en 1999, à la suite d'une décision l'année précédente par le parlement islandais de propulser les véhicules et les navires de pêche grâce à l'hydrogène produit à partir de l'énergie renouvelable du pays d'ici 2050. La compagnie est détenue à 51 % par VistOrka, le reste étant partagé entre Shell, Daimler et Statoil.
L'entreprise a mené plusieurs projets de démonstration sur l'île, visant à vérifier la possibilité d'implémenter une économie hydrogène dans le pays. Parmi ces projets, on peut noter le projet ECTOS (Ecological City Transport System : système de transport urbain écologique), qui a continué par la suite dans le cadre du projet HyFLEET:CUTE. Ces deux projets consistaient en la mise en place de bus propulsés à l'hydrogène dans Reykjavik, ainsi qu'en la construction d'une station-service à hydrogène. L'hydrogène était produit sur le site pour éviter les problèmes liés à son transport, grâce à un procédé d'électrolyse de l'eau.